# Christophe Blain

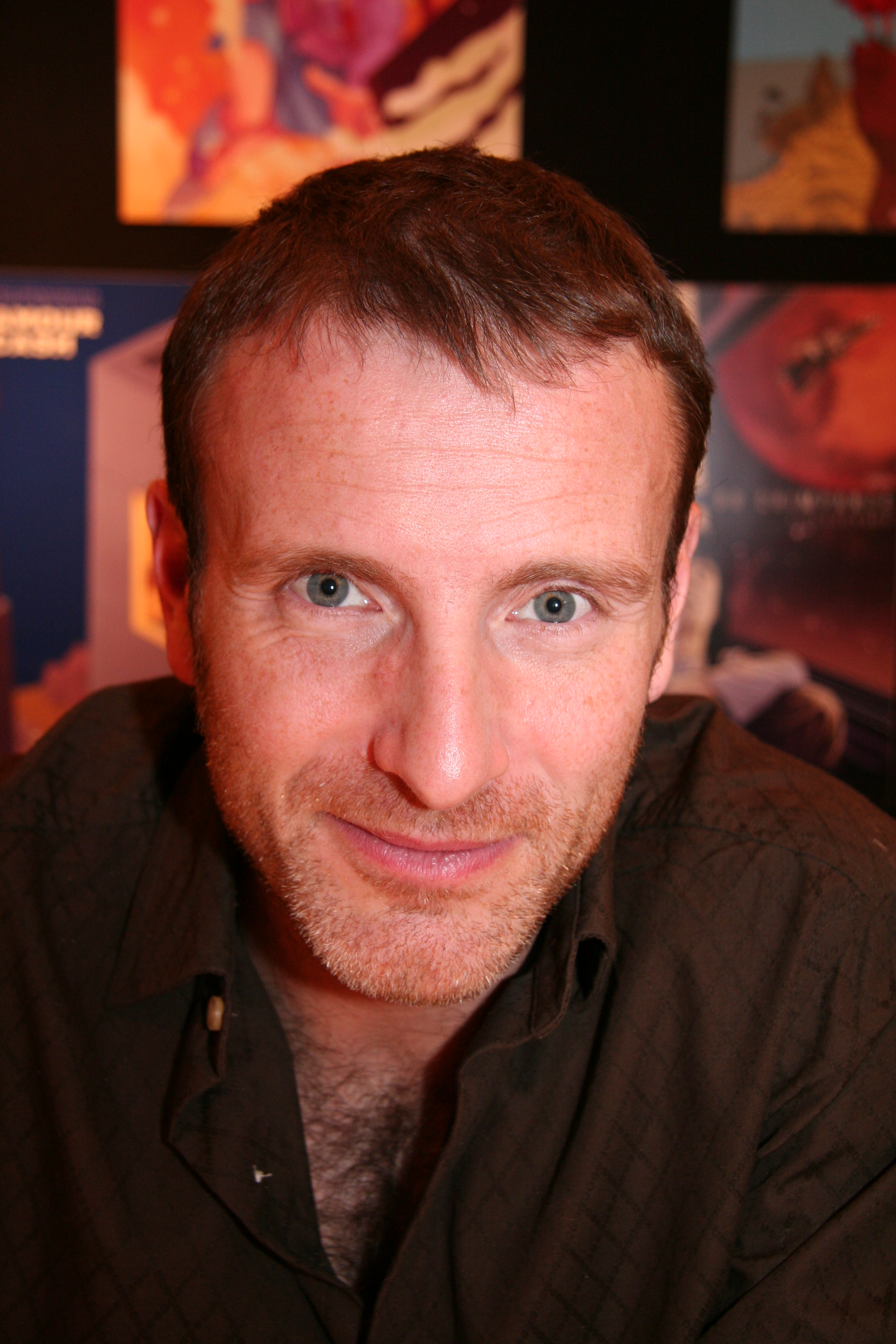
Blain (2008)

Christophe Blain (* 10. August 1970 in Gennevilliers) ist ein französischer Comicautor.

## Werdegang
Blain studierte Bildende Kunst in Cherbourg und begann während seines Militärdienstes mit dem Zeichnen von Comics, die der Verlag Albin Michel 1994 erstmals veröffentlichte. In der Folge arbeitete er als Illustrator für verschiedene Magazine, bevor er, angeregt von David B., Lewis Trondheim und Joann Sfar, wieder Comics zeichnete. Er schuf mit David B. einige Geschichten, die im Magazin Lapin erschienen. Mit Trondheim und Sfar begann 1999 eine Zusammenarbeit für die Donjon-Reihe Donjon: Morgengrauen. Seine bislang erfolgreichste Serie Isaak der Pirat begann er 2001. In der im 18. Jahrhundert angesiedelten Geschichte wird Isaak Sofer, ein mittelloser Maler, zum Piraten, als er einen Auftrag annimmt, der mit einer eher unfreiwilligen Schiffsüberfahrt nach Amerika verbunden ist. Die darauf folgende Reihe Gus ist ein Westerncomic, der auf humorvolle Weise Episoden aus dem Leben des Posträubers Gus erzählt. Der Comic bildet mit seinen Überzeichnungen ein Bindeglied zwischen den Klassikern Lucky Luke und Leutnant Blueberry. Sein preisgekrönter Comic Quai d‘Orsay über den vermeintlichen Alltag im französischen Außenministerium wurde 2013 von Bertrand Tavernier verfilmt.

## Zeichenstil
Blain zeichnet Personen und auch die Umgebung sehr minimalistisch, Flächen sind gleichmäßig mit wenigen Farben gefüllt, Konturstriche wirken flüchtig und ungeplant. Er überspitzt charakteristische Merkmale wie Nasen oder krumme Beine.

## Auszeichnungen
2000 wurde das von ihm gezeichnete Buch Les Ogres (Szenario von David B.) mit dem Prix international de la Ville de Genève pour la bande dessinée ausgezeichnet. 2002 erhielt er auf dem Internationalen Comicfestival Angoulême für Isaak der Pirat den Prix du meilleur album und ein weiteres Mal 2013 zusammen mit Abel Lanzac für den zweiten Band von Quai d'Orsay: Chroniques diplomatiques.

## Werke (Auswahl)
- Der Hop-Frog-Aufstand. Tilsner, Bad Tölz 1997, ISBN 978-3-933773-44-9.
- Die zwei Bäume. mit Elisabeth Brami. Elatus, Kaltenkirchen 1998, ISBN 3-931985-61-X.
- Donjon. bisher 41 Alben, Reprodukt, Berlin 1999.
- Isaak der Pirat. bisher 5 Alben. Reprodukt, Berlin 2001.
- Gus, bisher 3 Alben, Reprodukt, Berlin 2007
- Das Getriebe. Reprodukt, Berlin 2008, ISBN 978-3-938511-84-8.
- Sokrates der Halbhund. bisher 3 Bände. Reprodukt, Berlin 2011
- Quai d’Orsay – Hinter den Kulissen der Macht. Reprodukt, Berlin 2012, ISBN 978-3-943143-34-8.
- In der Küche mit Alain Passard. Reprodukt, Berlin 2013, ISBN 978-3-943143-74-4
- Welt ohne Ende – Vom Energiewunder zum Klimawandel mit Jean-Marc Jancovici. Reprodukt, Berlin, 2022, ISBN 978-3-95640-318-7[5]